# Sven-Oliver Müller

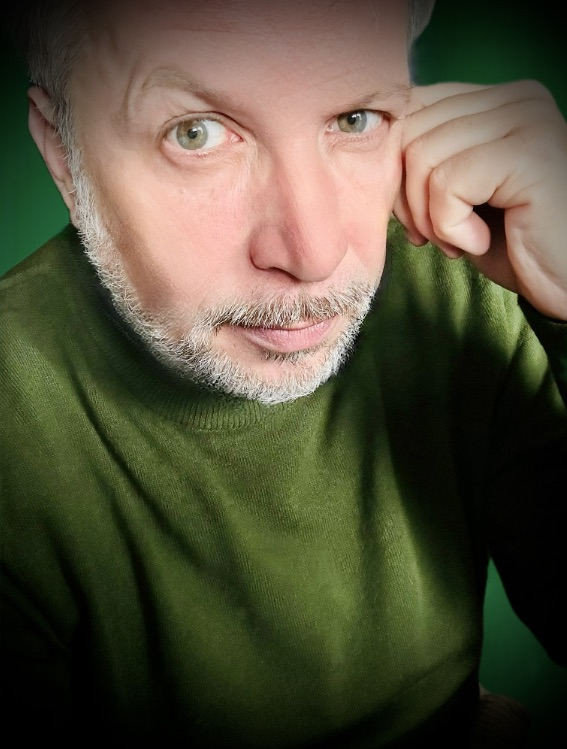
Sven-Oliver Müller (2025)

Sven-Oliver Müller (* 4. Dezember 1966 in Minden) ist ein deutscher Autor, Filmproduzent und Showrunner.

## Leben und Wirken
Sven-Oliver Müller ist gelernter Werbetexter, ausgebildeter Grafiker und Comiczeichner und arbeitet über 30 Jahren im Film und Fernsehgeschäft. Er begann seine berufliche Laufbahn 1993 bei RTL in der Programmdirektion und wechselte dann als leitender Redakteur zur Fiktion in den Bereich Serie. Dort war er unter anderem verantwortlich für Serien-Formate wie SK-Babies, Hinter Gittern, Sinan Toprak ist der Unbestechliche, Die Wache, Der Clown, Schulmädchen und Zechenblues. Als Leitender Redakteur Fiktion Drama bei RTL war er Diskussionsteilnehmer bei Medien- und Technologie-Roundtables.
Später leitete Müller als Produzent eine Niederlassung der Provobis, bevor er sich als Autor und Showrunner selbständig machte. In Folge entstanden diverse Show- und Fiktion-Formate für unterschiedliche private und öffentlich rechtlicher Sender, unter anderem auch die Show Sechs auf einen Streich – Die Große Märchen Show im Ersten.
2014 leitete Sven-Oliver Müller die „RPR1 Morningshow“, für die er auch diverse Comedy Formate entwickelte und produzierte. 2015–2018 führte er eine Content-Marketing Agentur die für Klosterfrau, Targo Bank und die Gesundheitsbranche Branded Entertainment entwickelte und produzierte.
Seit 2019 arbeitet Müller wieder im Development von fiktionalen Formaten. Er entwickelt Formate für TV-Sender als Autor und Produzent.
2020 stieß er zur Amalia Film München, eine Tochterfirma der Studio Hamburg Production Group, für die er bis 2023 als Produzent/Showrunner tätig war.
Er war zudem als Dozent und Gastdozent für die Filmakademie Baden-Württemberg, HFF München, DFFB Berlin und die Fachhochschule Salzburg zum Thema „Genre und Formatentwicklung, TV-Dramaturgie“ tätig.
Sven-Oliver Müller produzierte und entwickelte Formate wie Herzogpark  für RTL und als ausführender Produzent und Polizeiruf 110: Paranoia für den BR als Produzent. Er ist freier Produzent, Autor und Showrunner.
Im Januar 2026 feiert sein erstes, von Müller und den Kollegen Matthias Dinter und Martin Ritzenhoff geschriebenes Musical „Malle Olé - Das Musical“ seine Premiere in Duisburg. Hier wirkt Müller auch als ausführender Produzent (Executive Producer) und Headautor für das Musical. Seine Musicals „Andreas Hofer - Lied der Freiheit“ und „Conny und Peter - Das Peter Kraus Musical“ sind zurzeit in Arbeit. Mit Matthias Dinter schreibt Müller ein erstes Theaterstück, welches im Herbst 2026 in Hamburg Premiere haben soll. 
Sven-Oliver Müller lebt in der Nähe von Köln und in Berlin.

## Filmographie (Auswahl)
- 1996–1999: SK-Babies, Serie RTL
- 1996–2001: Der Clown, Serie RTL
- 1997: Corinna Pabst – Fünf Kinder brauchen eine Mutter, Spielfilm RTL
- 1999: Der Träumer und das wilde Mädchen, Spielfilm RTL
- 1999–2006: Die Wache, Serie RTL
- 1999: Zechenblues, Serie RTL
- 1999–2002: Sinan Toprak ist der Unbestechliche, Serie RTL
- 2002–2004: Schulmädchen, Serie RTL
- 2004–2007: Hinter Gittern – Der Frauenknast, Serie RTL
- 2008: Gottes Alltag – Pilotfilm, RTL
- 2009: Alarm für Cobra 11 – Die Autobahnpolizei, Serie RTL
- 2011: Wahnsinn der Woche, Show 4 Piloten, ARD
- 2012: Dorfduell, Show, Servus TV
- 2013: Da kommst Du nie drauf!, Show, redbull media house
- 2020: 6 Auf einen Streich – die Märchenshow im Ersten, ARD
- 2021: Herzogpark, Serie, RTL Plus
- 2022: Polizeiruf 110 Paranoia, BR/ARD
- 2023: Die Passion, Show, RTL
- 2024: Smeilingen, Sketch Comedy, SWR/ARD